# نادي سانت جورج
نادي سانت جورج الرياضي (بالأمهرية: ቅዱስ ጊዮርጊስ ስፖርት ክለብ)‏ هو نادي كرة قدم إثيوبي من العاصمة أديس أبابا. يلعب الفريق في الدوري الإثيوبي الممتاز. تأسس النادي في عام 1935. ملعب الفريق الرسمي هو ملعب أديس أبابا. ويعتبر نادي سان جورج من أقوى الفرق الأثيوبية حيث تحصل على رقم قياسي إفريقي من البطولات 42

## وصلات خارجية
- الموقع الرسمي